# 御手洗貴暁
御手洗 貴暁（みたらい たかあき、1981年4月21日 - ）は、長崎県出身のバスケットボール選手である。ポジションはG。日本体育大学卒業。

## 経歴
- 私立 瓊浦高 - 日本体育大学 - 大塚商会アルファーズ（2004年〜2007年） - レラカムイ北海道（2007年〜2008） - ストリートボールリーグLegend(2008年〜）

## 来歴・人物
幼少期に父親が教諭・監督をしている瓊浦高校にてバスケットボールに出会う。
長崎市立西山台小学校時代は通っていた小学校にバスケ部がなかったため、サッカー・リトルリーグを経験。正義感の強い少年であり、同級生や周りの子供がカツアゲやいじめに遭っているのを見ると、体を張って助けに行っていた。
長崎市立三川中学校からバスケット部に入部、この頃、恩師との出会いなどでバスケットボールに関する技術の多くを学ぶ。この頃、当時流行していたアニメ『SLAM DUNK』に感動して将来バスケ選手になる決断をする。『SLAM DUNK』については、現在でもDVD-BOXを所蔵しているほどの大ファンである。
父親がいる瓊浦高校へ入学し、その後日体大を経て大塚商会アルファーズへ入団。そしてJBL体制となった2007年、レラカムイ北海道でプロバスケットボーラーとなる。
現在は、ストリートボールリーグsomecityにてプレーしている。

## その他
- 動物好きであり、幼少期からたくさんのペットを飼ってきたという。
- ゲーマーでもあり、流行物のゲームはほとんど購入している。
- ガリガリ君が大好物であり、学生時代はよく部活の後などに通学路の駄菓子屋で購入して食べていた。